# Rambla de Canalejas (periodiskt vattendrag)
Rambla de Canalejas är ett periodiskt vattendrag i Spanien.   Det ligger i provinsen Provincia de Almería och regionen Andalusien, i den sydöstra delen av landet, 400 km söder om huvudstaden Madrid.